# متیا پشه
متیا پشه (به انگلیسی: Mattia Pesce) (زادهٔ ۳ دسامبر ۱۹۸۹) شناگر اهل ایتالیا است.